# 晶種
晶種是一小塊單晶或多晶（通常是單晶），像種子般用來成長與自身相同材料、相同晶體結構的大晶體。無論把晶種浸入過飽和溶液，或使晶種與熔融材料接觸並冷卻，或者讓材料蒸氣在晶種表面沉積，皆能成長出大晶體。
晶種效果背後的理論，從化合物與過飽和溶液（或與蒸氣）的分子間物理交互作用衍生而來。在溶液中，自由的可溶分子（溶質）在隨機流動中自由移動。此隨機流動允許兩個或更多的化合物分子有機會交互作用。這種交互作用可以強化分離的分子之間的分子間作用力並形成晶格的基礎。然而將晶種置入溶液會使隨機分子間的碰撞與交互作用減少，促進再結晶過程。 藉由引入已有秩序的晶體，分子間不用太仰賴隨機流動就可以很容易地進行交互作用。在溶液中這種溶質發展出晶格的相變化被稱為成核。簡言之，晶種效果就是縮短了再結晶過程中的成核時間。
在半導體產業中，常用的柴可拉斯基法與布里奇曼-史托巴格法就是用小晶種長出大人造胚晶或晶錠的運用實例。